# Marcin z Holeszowa
Marcin z Holeszowa (ur. w Holešovie, zm. ok. 1440 w Krakowie) – morawski prawnik, duchowny katolicki i kaznodzieja na dworze króla Władysława Jagiełły. Wykładowca Uniwersytetu Krakowskiego. 

## Życiorys
Był synem Szymona z Holešova. W 1389 roku udał się na studia do Pragi, gdzie zapisał się na uniwersytet prawniczy. Wkrótce potem rozpoczął studiować sztuki wyzwolone. Podczas Wielkiego Postu w 1398 r. uzyskał bakalaureat artium, zapewne sięgnął również po stopień magistra, jednak nie zachowały się poświadczenia jego promocji.
Od 1406 r. pracował na Morawach jako notariusz publiczny z nominacji cesarskiej. W latach 1413−14 był proboszczem w Zdziarze oraz kapelanem w kaplicy pw. św. Piotra na zamku w Boskovicach, pełnił też funkcję notariusza starosty morawskiego Erharda z Kunštátu. 
W 1428 roku udał się do Krakowa, gdzie prawdopodobnie nostryfikował się na tamtejszym Wydziale Sztuk Wyzwolonych. Niedługo później rozpoczął wykładać sztuki wyzwolone na Uniwersytecie Krakowskim, pod kierunkiem Jana Elgota kontynuował też rozpoczęte jeszcze w Pradze studia prawa kanonicznego. Przed 1435 rokiem sięgnął po stopień doktora dekretów, mowę Estote prudentes z tej okazji wygłosił Jan Elgot, w mowie tej nawiązał m.in. do upadku Czech z powodu husytyzmu.
Niedługo później rozpoczął wykłady z prawa kanonicznego i został oficjalnie wpisany na listę profesorów krakowskiego uniwersytetu. Był jednym z krakowskich uczonych, którzy poświęcili się zwalczaniu husytów i husytyzmu. 
Nawiązał też bliskie kontakty z otoczeniem Władysława Jagiełły, pełnił m.in. funkcję kaznodziei na dworze królewskim. Na potrzeby tej posługi kopiował on m.in. zbiór kazań de tempore et de sanctis i kwestie teologiczne. W Bibliotece Jagiellońskiej zachowały się dwa rękopisy jego autorstwa, pierwszy pochodzi z lat 1413−14, a drugi z 1435 roku.
Marcin z Holeszowa zmarł w Krakowie, około 1440 roku. Egzekutorami jego testamentu byli Paweł z Zatora i Michał z Szydłowa.